# Guerra dels armanyaguesos
La guerra dels armanyaguesos va ser un conflicte militar que es va desenvolupar a Catalunya entre 1388 i 1391. Es va originar quan Joan III d'Armagnac, comte d'Armagnac, va intentar obtenir el tron de la Corona de Mallorca i va enviar tropes a atacar Catalunya. Aquesta va respondre amb l'enfrontament armat fins a aconseguir derrotar els armanyaguesos.

## Antecedents
Joan III d'Armagnac reclamava el tron de la Corona de Mallorca pels drets que deia tenir a través d'Elisabet de Mallorca a la mort de Lluís I de Provença, i a través de la seva germana Mata d'Armanyac, primera dona de Joan el Caçador.
Joan el Caçador plantejà a les Corts, reunides a Montsó el 1388 l'amenaça de la possible invasió del comte d'Armanyac, que volia obtenir una compensació econòmica que li permetés pagar les tropes que tenia desocupades en mig d'una treva de la guerra dels Cent Anys. La cort, desconfiada que el creditor del comte i del rei fos el mateix Luchino Scarampi, no concedí cap donatiu per pagar aquesta extorsió, demanà al rei que es desfés dels mals consellers, i finalment el comte d'Armanyac envaí l'Empordà.

## La invasió
Les companyies mercenàries de Joan III d'Armagnac van atacar Catalunya el 1389 comandades per Bernard d'Armagnac, ocupant el Rosselló i l'Empordà durant mig any, territori que havia estat defensat per Felip Dalmau I de Rocabertí i Pere VIII d'Illa, i atacant Besalú, fins a ser derrotat en la batalla de Navata per Bernat IV de Cabrera el 1390.
Es va concedir una dotació econòmica per a la lluita administrada per una terna independent de diputats nomenats per les Corts i formada per Ramon de Castlarí, Berenguer de Cruïlles i Ferrer de Gualbes i es va reclutar una companyia de cent almogàvers dels regnes de València i Múrcia. Quan Joan el Caçador va aconseguir l'acord dels nobles va aplegar el seu exèrcit a Girona, d'on va sortir el 31 de març per anar a buscar als armanyacs, que van fugir a les Corberes sabent que les places fortes es rendirien al pas del rei i rebria reforços al Rosselló. El rei va estar a Perpinyà fins al maig, i el 22 de juny, ordenà a Gilabert de Centelles i Riu-sec, ja alliberat de la presó amb un rescat de 1000 florins de la ciutat de València. i nomenat de nou governador de Rosselló, que fes front als invasors amb l'ajut de Martí de Lihori.
Els armanyacs van tornar a atacar quan el rei va tornar a Barcelona l'agost de 1390, prenent Mosset, Salses i Sant Hipòlit de la Salanca, de manera que Gilabert de Centelles va passar al contratac entrant en terres de Joan d'Armagnac, prenent i cremant Fraisse però sent capturat a Ceret.
A finals de mes, Berenguer de Calms va reunir un exèrcit de 500 homes a Fraisse. S'encomanà a Arnau de Cervelló a recuperar Rivesaltes i posteriorment a Gilabert de Centelles, acompanyat de Ramon d'Abella i Arnau de Cervelló sortir a l'encontre dels armanyagueos i recuperar el castell de Rasigueres, on foren derrotats per Bernard d'Armagnac,

## El final
Joan III d'Armagnac, veient que no podria aconseguir la corona, va marxar el 1391 a Milà per ajudar els gibel·lins contra Joan Galeàs Visconti, participant en la batalla d'Alessandria on va ser ferit i va morir, sent succeït per Bernard VII d'Armagnac.